# Fiesta de los Jefes
La Fiesta de los Jefes es una celebración del municipio burgalés de Santo Domingo de Silos (Castilla y León, España). El pueblo, por el que transcurre el Camino del Cid, es  conocido por el Monasterio de Santo Domingo de Silos y se encuentra situado en el enclave natural de La Yecla. Recuperó esta fiesta con el objetivo de fomentar y conservar sus tradiciones.
De este modo, aunque la fiesta, de la que se tiene constancia desde el año 1880, se dejó de celebrar en el año 1963, se recuperó en el año 2000 y permanece hasta el día de hoy. Actualmente tiene lugar el tercer fin de semana tras la Epifanía, aunque en un pasado se celebraba coincidiendo con el día en el que la Iglesia conmemoraba el Dulce Nombre de Jesús.
La celebración agrupa dos tradiciones distintas. Por un lado la devoción al Dulce Nombre de Jesús y por otro la leyenda de la victoria sobre los moros.

## Leyenda
Cuenta la leyenda que durante el asedio musulmán a los territorios católicos llegaron estos a territorio silense y en el marco de su lucha contra aquellos que profesaban la fe cristiana cercaron el pueblo que se vio salvado por uno de sus habitantes. 
Este intrépido silense decidió fingir que la villa estaba en llamas para así frenar el deseo y la ambición del enemigo y con ello el saqueo del municipio. De este modo mujeres y hombres prendieron aliagas y demás ramajes en hogueras, mientras que los más jóvenes llenaron sus cuerpos de campanitas y cencerros.  
Ardieron las hogueras en las calles de Silos y logró así el pueblo su fin, fingir que la villa estaba sumida en llamas, consiguiendo que aquellos que venían a asediar el pueblo marcharan. 

## Los Jefes
Siguiendo la tradición en el día de Reyes se produce la elección de Jefes. Tras la misa mayor se nombra aquellos que ocuparán el papel de Cuchillón, Abanderado, Capitán y Tamborilero. Cada uno de ellos portará los días de la fiesta, además de la indumentaria común, el instrumento que les diferencia.

## La fiesta actualmente
De las hogueras y las tradiciones del pasado ha surgido la fiesta que tiene lugar en nuestros días. Una celebración que reúne a todas las gentes del pueblo y alrededores y que anima al turista a sentirse uno más dentro de ella. 
Durante el día del sábado el pueblo se reúne en la plaza y desde ahí van a buscar a los jefes a su domicilio. Todos ellos ataviados con sus correspondientes prendas: los más jóvenes, con chalecos y polainas de borrego, sin olvidar sus cencerros y campanillas; mientras, los hombres en su mayoría portan capa castellana y las mujeres faldas largas. De este modo se recorre el pueblo, en busca de los cuatro protagonistas, visitando sus respectivas casas donde se toma comida y bebida.   
Ya con todos reunidos, y siguiendo el ritmo marcado por el tambor y los cencerros se llega al conocido Monasterio del municipio, donde se entona el cántico que acompaña a esta fiesta: "¡Viva nuestra devoción al dulce nombre de Jesús y de María!". La fiesta acoge también la Corrida de Gallos o Las Crestas, donde los jinetes, demuestran su pericia intentando recoger de una soga los diferentes premios que cuelgan de esta. Tras ello se realiza la Carrera de San Antón, aquí vecinos y jefes compiten por ser el primero y más veloz en finalizar un recorrido que atraviesa el pueblo.
Con la llegada de la noche se produce el recuerdo de la leyenda de la resistencia al cerco. En este marco, los vecinos a pie y los jinetes a caballo sitúan hogueras a lo largo del pueblo mientras proclaman en cada una de estas hogueras: "¡Viva nuestra devoción al dulce nombre de Jesús y de María!".